# Naples Park
Naples Park statisztikai település az USA Florida államában, Collier megyében. Lakosainak száma 5092 fő (2020. április 1.).

## Népesség
A település népességének változása:

| 2010 | 5 967 |
| 2020 | 5 092 |